# Tim Erickson
Tim Erickson (eigentlich Timothy John Erickson; * 23. November 1950) ist ein ehemaliger australischer Geher.
1976 kam er bei der Leichtathletik-Weltmeisterschaft in Malmö im 50-km-Gehen auf den 23. Platz.  
Bei den Commonwealth Games gewann er im 30-km-Gehen 1978 in Edmonton Bronze und wurde 1982 in Brisbane Sechster.

## Persönliche Bestzeiten
- 20 km Gehen: 1:27:12 h, 14. Dezember 1980, Melbourne
- 30 km Gehen: 2:15:47 h, 18. Mai 1980, Melbourne
- 50 km Gehen: 4:03:17 h, 30. September 1979, Eschborn